# Järn(II)nitrat
Järn(II)nitrat eller järndinitrat är en förening av tvåvärt järn och nitrat-joner.

## Egenskaper
Järn(II)nitrat blir instabilt vid temperaturer strax över rumstemperatur och sönderfaller till järn(III)oxid, kväveoxid och kvävedioxid.
{\displaystyle {\rm {2\ Fe(NO_{3})_{2}\rightarrow Fe_{2}O_{3}+NO_{2}+NO}}}

## Framställning

### Nitrering
Järn(II)nitrat kan framställas genom att järn sänks ner i ett bad av utspädd, kall salpetersyra (HNO3).
{\displaystyle {\rm {3\ Fe+8\ HNO_{3}\rightarrow 3\ Fe(NO_{3})_{2}+2\ NO_{2}+4\ H_{2}O}}}
Förutom kvävedioxid kan även ammoniumnitrat (NH4NO3) bildas. Risken finns också att salpetersyran oxiderar järnet till trevärt järn varvid i stället järn(III)nitrat (Fe[NO3]3) bildas.

### Metates
Ett effektivare sätt att tillverka järn(II)nitrat är genom metates. I en lösning kan ett salt av tvåvärt järn byta anjon med ett annat salt av en annan tvåvärd metall. Om ett av de resulterande salten inte är vattenlösligt fälls det ut och gör reaktionen irreversibel.
Järn(II)sulfat (FeSO4) och blynitrat (Pb[NO3]2).
{\displaystyle {\rm {FeSO_{4}+Pb(NO_{3})_{2}\rightarrow PbSO_{4}+Fe(NO_{3})_{2}}}}
eller järn(II)klorid (FeCl2) och silvernitrat (AgNO3).
{\displaystyle {\rm {FeCl_{2}+2\ AgNO_{3}\rightarrow 2\ AgCl+Fe(NO_{3})_{2}}}}

## Användning
- Järn(II)nitrat används för att filtrera bort svavelväte och merkaptaner ur naturgas. Metoden ger renare gas än Claus-processen, men har nackdelen att restprodukten blir järnsulfid (FeS) och inte rent svavel.

{\displaystyle {\rm {Fe(NO_{3})_{2}+H_{2}S\rightarrow FeS+2\ HNO_{3}}}}
{\displaystyle {\rm {Fe(NO_{3})_{2}+C_{2}H_{5}SH\rightarrow FeS+HNO_{3}+CH_{3}NO_{2}+CH_{2}O}}}
- Ämnet används också som reduceringsmedel i processen att utvinna plutonium ur utbränt kärnbränsle. I processen reduceras Pu4+ till Pu3+ och bildar plutoniumnitrat samtidigt som 2/3 av järnet oxideras från Fe2+ till Fe3+ och bildar Fe3O4.

{\displaystyle {\rm {2\ PuO_{2}+3\ Fe(NO_{3})_{2}\rightarrow 2\ Pu(NO_{3})_{3}+Fe_{3}O_{4}}}}
Plutoniumnitrat är lösligt i vatten och därför kan sedan rent plutonium utvinnas genom elektrolys.
- En blandning av järn(II)nitrat och mangan bildar ett mycket kraftfullt brandmedel. När en sådan blandning brinner kan den lätt nå temperaturer upp till 10000 °C varvid järn och manganoxid (Mn3O4) bildas (jämför termit).

{\displaystyle {\rm {2\ Fe(NO_{3})_{2}+3\ Mn\rightarrow 2\ Fe+Mn_{3}O_{4}+2\ NO}}}
- Järn(II)nitrat används även i framkallningsvätska för framkallning av kollodiumnegativ. Det ger det reducerade silvret en vitare färg än järn(II)sulfat.